# Peter Sutherland
Peter Denis Sutherland, KCMG (Dublín, 25 de abril de 1946-ibídem, 7 de enero de 2018) fue un empresario irlandés  y expolítico relacionado con el partido de Goldman Sachs. 
Graduado de la University College Dublin donde fue capitán del club de rugby, Sutherland fue designado como procurador general de Irlanda durante los gobiernos de Garret FitzGerald, y como Comisionado Europeo cuando era miembro de la primera Comisión Delors. Posteriormente fue director general del Acuerdo General sobre Comercio y Aranceles (ahora conocida como la Organización Mundial de Comercio). Durante su segundo término como procurador general, aconsejó al gobierno de FitzGerald sobre la Octava Enmienda de la Constitución de Irlanda, que introdujo la prohibición constitucional del aborto. 
Se desempeñaba como presidente de BP y de Goldman Sachs International (una empresa de inversiones de Wall Street y bienes raíces registrada en Reino Unido, subsidiaria de Goldman Sachs), y es director no ejecutivo del Grupo Royal Bank of Scotland. Anteriormente había trabajado en la junta directiva del ABB. 
Participaba en el comité del Grupo Bilderberg, además de ser también presidente de la Comisión Trilateral y vicepresidente de la Mesa Redonda Europea de Industriales.
Fue miembro del Comité d'Honneur del Instituto de Asuntos Europeos, y presidente honorario del Movimiento Europeo Irlanda.
Fue designado como miembro del Consejo Internacional de Consejeros del jefe ejecutivo de Hong Kong en los años de 1998-2005.
Fue también presidente del Fondo Irlanda de Gran Bretaña, parte de los Fondos de Irlanda. Archivado el 7 de diciembre de 2008 en Wayback Machine.
En 2005 fue designado como embajador de buena voluntad para la Organización de las Naciones Unidas para el Desarrollo Industrial. 
No fue reasignado a la Comisión por el gobierno irlandés, que entonces había nombrado a Fianna Fáil. Cuando Delors dejó de ser el presidente de la Comisión, se reportó ampliamente que él favorecía a Sutherland como su sucesor; sin embargo, no obtuvo un solo voto y sólo los estados miembros lo hicieron. El gobierno británico, después de apoyar brevemente a su propio candidato Leon Brittan, sugirió a Sutherland, pero su candidatura necesitaba el apoyo del gobierno irlandés para prosperar y Fianna Fáil aún seguía en el poder.
En la primavera de 2006 fue designado como presidente del consejo de la Escuela de Economía de Londres a partir de 2008.
Peter Sutherland también sirvió en el Consejo Internacional de IESE, la eminente escuela de negocios de la prestigiada Universidad de Navarra en España.
En enero de 2006, Sutherland fue designado por el secretario general de las Naciones Unidas, Kofi Annan, como su representante especial en asuntos migratorios. En esta posición, es responsable de promover el establecimiento de un Foro Mundial sobre Migración y Desarrollo, un esfuerzo guiado por el estado y abierto a todos los miembros de la ONU creado para ayudar a que los gobiernos comprendan cómo la migración puede beneficiar sus metas de desarrollo. Ha llamado la soberanía nacional como el mal actual. El Foro Global fue aclamado por los estados miembros de la ONU en el Diálogo sobre Migración Internacional y Desarrollo en septiembre de 2006 y lanzado en Bruselas en julio de 2007. 
El 5 de diciembre de 2006 fue designado 'Consultor de la Sección Extraordinaria de la Administración del Patrimonio Apostólico' (consejero financiero de la Santa Sede).

## Carrera política

### 1981–1982
- Cargo = Procurador general de Irlanda
- Antes = Anthony J. Hederman
- Después = Patrick Connolly

### 1982–1984
- Cargo = Procurador general de Irlanda
- Antes = John L. Murray
- Después = John Rogers

### 1985–1989
- Cargo = Lista de comisionados europeos por nacionalidad#Comisionados irlandeses
- Antes = Richard Burke
- Después = Ray MacSharry

- Cargo = Comisionado para la competencia europea
- Antes = Frans Andriessen
- Después  = Leon Brittan

### 1993–1995
- Cargo  = Director General de la Organización de Comercio Mundial
- Antes = Arthur Dunkel
- Después  = Renato Ruggiero

- Datos: Q964396
- Multimedia: Peter Sutherland / Q964396